# ناثان ديمبسي
ناثان ديمبسي هو لاعب هوكي الجليد كندي، ولد في 14 يوليو 1974 في سبروس غرووف في كندا.

## وصلات خارجية
- ناثان ديمبسي على موقع دوري الهوكي الوطني (الإنجليزية)
- ناثان ديمبسي على موقع EliteProspects.com (الإنجليزية)
- ناثان ديمبسي على موقع Eurohockey.com (الإنجليزية)
- ناثان ديمبسي على موقع HockeyDB.com (الإنجليزية)
- ناثان ديمبسي على موقع Hockey-Reference.com (الإنجليزية)